# Radio Osnabrück
Radio Osnabrück ist ein Lokalradio für die Stadt Osnabrück und die Landkreise Osnabrück, Cloppenburg, Vechta sowie Diepholz. Der Sender hat seine Lizenz von der niedersächsischen Landesmedienanstalt (NLM) erhalten.

## Entstehung
Die Versammlung der NLM hatte in ihrer Sitzung am 13. September 2012 die lokale UKW-Frequenz für die Region Osnabrück zugewiesen. Sie musste hierbei eine Auswahlentscheidung treffen. Die teutoRADIO Osnabrück GmbH erhielt die Zulassung als Hörfunkveranstalter und die Zuweisung der Frequenz. teutoRADIO setzte sich bei der Ausschreibung gegen mehrere Zeitungsverlage durch.
Radio Osnabrück startete am 1. Oktober 2013 zuerst mit einem Testprogramm auf der UKW-Frequenz 98,2. Der offizielle Sendestart erfolgte am 16. November 2013 um 12 Uhr. Seit April 2018 wird zusätzlich auch auf der UKW-Frequenz 104,2 für den Raum Melle gesendet und seit August 2019 auf der UKW-Frequenz 93,7 für den Südkreis des Landkreises Osnabrück (Hilter, Georgsmarienhütte, Bad Iburg, Bad Laer und Glandorf). Für den Nordkreis des Landkreises Osnabrück wurde im November 2019 die 107,6 MHz in Betrieb genommen sowie im Dezember 2022 die Frequenz 98,3 MHz.
Zur Versorgung der Orte Dissen, Bad Rothenfelde wurde im Mai 2020 die UKW-Frequenz 102,2 MHz aufgeschaltet.
Seit Juli 2023 sendet Radio Osnabrück sein Programm auch über DAB+ für die Gebiete: Stadt- und Landkreis Osnabrück, Cloppenburg, Vechta und Diepholz aus.

## Programm
Montags bis freitags
„Perfekt geweckt“ läuft ab 6 Uhr morgens mit dem Moderator Thomas. Von 10 bis 14 Uhr moderiert Leo „Durch den Tag“. Von „Zwei bis Frei“ wird vom Moderator André präsentiert.
Jeweils zur vollen Stunde werden Weltnachrichten und in der Zeit von 6.30 Uhr bis 19.30 Uhr aus dem Osnabrücker Studio eigenproduzierte Regionalnachrichten für das Sendegebiet ausgestrahlt. Jeweils zur halben Stunde, rund um die Uhr werden aktuelle Verkehrsmeldungen gesendet.
Wochenende
Am Wochenende startet „Osnabrück am Morgen“ um 7 Uhr. Die Morningshow wird samstags und sonntags von Jörg moderiert. Von 10 bis 13 Uhr präsentieren André, Daniel und Thomas im wöchentlichen Wechsel die Sendung „Osnabrück am Samstag“. Samstags läuft während der Fußball-Drittliga-Saison von 13 bis 15 Uhr die „VfL Report live“ mit Moderator Jörg. Im Anschluss daran (15–16 Uhr) läuft ein einstündig unmoderiertes Programm, welches in der spielfreien Zeit des VfL Osnabrück bereits um 13 Uhr beginnt. Ab 16 Uhr läuft die von Enrico  moderierte „Hitparade“. Freitags und samstags von 20 bis 3 Uhr läuft die „Clubnight“ mit der Liveübertragung aus dem „Adiamo“ in Bad Oeynhausen.
Sonntags von 17 bis 19 Uhr folgt die „Die Robert Rossbach Musik-Show“ mit Robert Rossbach.
Ab 19 Uhr startet mit „Radio Osnabrück am Abend“ für den Rest des Tages.

## Sonstiges
Mit dem Sendestart von Radio Osnabrück ist nachweislich erstmals nach der Änderung des Landesmediengesetzes in Niedersachsen ein privates UKW-Lokalradio in dem Bundesland zu hören. Produziert wird Radio Osnabrück im Sendestudio am Jürgensort in Osnabrücks Innenstadt.
In den halbstündlich ausgestrahlten Werbeblöcken werden meist regionale Firmen, Produkte, Dienstleistungen und regionale Veranstaltungen beworben, sowie durch den nationalen Vermarkter Studio Gong und RMS, nationale Werbung ausgestrahlt.

## Belege
1. ↑  Wir über uns. Radio Osnabrück, abgerufen am 14. Oktober 2020.